# Maxime Testu
Maxime Testu (Chamonix, 1º novembre 1982) è un pilota motociclistico francese.

## Carriera
Corre nel Campionato del Mondo Supermoto dal 2005 e detiene due titoli francesi supermoto.
Dopo aver corso per Husqvarna SIMA e Husaberg ufficiale, dal 2008 corre nella classe S1 per il Team Kawasaki KL Nastedo. Con questa motocicletta conclude tutte le gare prendendo sempre punti, in totale 144, e si classifica al decimo posto.
A metà stagione 2009 viene lasciato libero dal Team Nastedo e il francese sbarca negli Stati Uniti per correre le ultime gare del Campionato AMA Supermoto. I punti conquistati nel mondiale gli consentono comunque di classificarsi ventunesimo.

## Palmarès
- 2001: 11º posto Husqvarna Supermoto Cup
- 2002: Vincitore Husqvarna Supermoto Cup
- 2004: 28º posto Campionato Internazionale d'Italia Supermoto (1 gara su 6) (su Husqvarna)
- 2004: 5º posto Campionato Francese Supermoto classe Open (su Husqvarna)
- 2004: 22º posto Campionato del Mondo Supermoto S1 (su Husqvarna)
- 2005: Campione Francese Supermoto classe Open (su Husqvarna)
- 2005: 17º posto Campionato del Mondo Supermoto S1 (su Husqvarna)
- 2005: 2º posto Oxtar Day Supermoto classe Prestige (su Husqvarna)
- 2006: 5º posto Campionato Francese Supermoto classe Open (su Husqvarna)
- 2006: 10º posto Campionato del Mondo Supermoto S1 (su Husqvarna)
- 2007: Campione Francese Supermoto classe Open (su Husaberg)
- 2007: 11º posto Campionato del Mondo Supermoto S2 (su Husaberg)
- 2008: 10º posto Campionato del Mondo Supermoto S1 (su Kawasaki)[1]
- 2008: 12º posto King Of Motard di Cogliate (su Kawasaki)
- 2009: 28º posto Campionato Internazionale d'Italia Supermoto (2 gare su 5) (su Kawasaki)
- 2009: 17º posto Campionato AMA Supermoto (2 gare su 5) (su Highland)
- 2009: 21º posto Campionato del Mondo Supermoto (1 GP su 7) (su Kawasaki)[4]